# (4397) Jalopez
(4397) Jalopez es un asteroide perteneciente al cinturón de asteroides, descubierto el 9 de mayo de 1981 por el equipo del Observatorio Félix Aguilar desde el Complejo Astronómico El Leoncito, San Juan, Argentina.

## Designación y nombre
Designado provisionalmente como 1981 JS1. Fue nombrado Jalopez en honor  del astrónomo argentino José Augusto López, director del Observatorio Félix Aguilar entre 1966-1993.

## Características orbitales
Jalopez está situado a una distancia media del Sol de 2,310 ua, pudiendo alejarse hasta 2,586 ua y acercarse hasta 2,035 ua. Su excentricidad es 0,119 y la inclinación orbital 5,467 grados. Emplea 1283 días en completar una órbita alrededor del Sol.

## Características físicas
La magnitud absoluta de Jalopez es 13,8. Tiene 4,55 km de diámetro y su albedo se estima en 0,282.